# Плановий (зупинний пункт)
Пла́новий — пасажирський залізничний зупинний пункт Козятинської дирекції Південно-Західної залізниці.
Розташований неподалік від міста Козятин Козятинського району Вінницької області на лінії Козятин I — Погребище I між станціями Козятин I (6 км) та Махаринці (2 км).